# إبراهيم أسعد حيدر
إبراهيم أسعد حيدر (1867 – 1974) سياسي ونائب لبناني سابق، عاش أكثر من مئة سنة، وعاصر أحداثا ومتغيرات كثيرة في لبنان والمنطقة.

## ولادته ونشأته
ولد في مدينة بعلبك في العام 1867 ميلادي، وتلقى علومه الأولية على مشايخها وفي كتاتيبها، ودرس بعض الشيء في المدارس النظامية العثمانية.
سافر إلى فرنسا والتحق بمدرسة (غرينيون) وتخرج منها مهندسا زراعيا في العام 1912 ميلادي.

## في العهد العثماني
عاد إلى لبنان، قبل الحرب العالمية الأولى وعُرف عنه مناصرته للقضية العربية، ومناهضته للسياسات العثمانية، فأصدرت السلطات العثمانية حكما بالإعدام عليه. فعاش متخفيا طيلة هذه الفترة حتى زوال الحكم العثماني.

## في عهد الإنتداب الفرنسي
- تم تعيينه من قبل الفرنسيين عضوا في اللجنة الإدارية لدولة لبنان الكبير سنة 1920 ميلادي، كما تم تعيينه عضوا في المجلس التمثيلي الأول في عهد الإنتداب الفرنسي على لبنان سنة 1922 ميلادي.
- عند تشكيل مجلس الشيوخ الأول في لبنان عام 1926 كان من أعضائه عن منطقة البقاع، لكن المفوض السامي الفرنسي عزله عن منصبه في 25 حزيران من العام 1926 بسبب احداث بعلبك وعيّن مكانه أحمد الحسيني.
- انتخب نائبا عن البقاع في دورة العام 1929 ميلادي، كما وتم تعيينه نائبا في البرلمان في العام 1934 ميلادي، وأعيد انتخابه نائبا مجددا في العام 1937 ميلادي.

## في عهد الإستقلال
بعد استقلال لبنان التام عن الانتداب الفرنسي، انتخب نائبا عن منطقة البقاع لأربع دورات متتالية، وهي في الأعوام: 1943 ميلادي، 1947 ميلادي، 1951 ميلادي، 1957 ميلادي.
ترأس في خلال فترة نيابته بعض اللجان النيابية ومنها: لجنة الزراعة، لجنة الصحة، لجنة الأشغال، ولجنة المال والموازنة.

## في الحكومات اللبنانية
- عُيّن ناظرا للزراعة في 24 أيار سنة 1922 ميلادي.
- عُيّن وزيرا للأشغال العامة والزراعة في كانون الثاني من العام 1937 ميلادي في حكومة الرئيس خير الدين الأحدب.
- عُيّن وزيرا للصحة والبرق والبريد في تشرين الأول من العام 1937 ميلادي في حكومة خير الدين الأحدب.
- عُيّن وزيرا للزراعة في كانون الثاني من العام 1939 ميلادي، في حكومة الرئيس عبد الله اليافي.

## نشاطه السياسي ومواقفه
كان إبراهيم حيدر من المساهمين بانتخاب إميل إده لرئاسة الجمهورية عام 1938 ميلادي، كذلك كان له دور بارز في انتخاب الرئيس بشارة الخوري عام 1934 ميلادي.
ترأس كتلة نواب البقاع النيابية قبل الاستقال واطلق عليه لقب (جبار البقاع) لقوة شخصيته وتمرسه في العمل السياسي.

## أسرته
تاهل من السيدة مهيبة مصطفى حيدر ولهما خليل وصالح.

## وفاته
توفي في 13 تشرين الثاني سنة 1974 ميلادي، عن عمر ناهز 107 سنوات.